# ダマってられない女たち
『ダマってられない女たち』（ダマってられないおんなたち）は、ABEMAで2024年12月13日から配信されているドキュメントバラエティ番組である。

## 番組概要
MEGUMI、剛力彩芽、ヒコロヒーという職業バラバラな女性3人をスタジオMCに据え、3人が思わず「ダマってられなくなる」女性たちの生きざまを描いたドキュメンタリー取材を見て、『人生』について語り合うトークバラエティ番組。ABEMAの親会社サイバーエージェントのプレスリリースでは「さまざまな女性の生きざまに触れ、自身の価値観などと照らし合わせながら“女性の幸せ”について飾らない言葉で語り合う番組」と紹介されている。
またMCの一人であるヒコロヒーは番組の魅力を聞かれ、「『いろんな価値観があっていい』と肯定してもらえる番組」と回答している。

2025年2月28日配信分で出演した兒玉遥は、卵子凍結の様子を密着取材を受けたが、同年3月1日にX（旧Twitter）で取材日前日に女性医師の予定が院長である男性医師に担当医師が切り替わったことについて、番組側と病院の対応について問題提起した。

## 出演者

### メインMC
- MEGUMI
- 剛力彩芽
- ヒコロヒー

スタジオでは以上の3名に加え、原則コーナーごとに1名の週替わり女性ゲストが加わる。

## 配信リスト
| 放送回 | 初回放送日      | 取り上げられた人物                                                                     | スタジオゲスト       |
| ------ | --------------- | -------------------------------------------------------------------------------------- | -------------------- |
| #1     | 2024年 12月13日 | 芝田璃子（ニコラス・ケイジの妻）、平嶋夏海（女性用風俗キャストとアオハルデート企画）   | 本田望結、松村沙友里 |
| #2     | 12月20日        | 梅宮アンナ、ハナ（脱北YouTuber）                                                       | 森香澄、本田望結     |
| #3     | 12月27日        | マギー、天使ニア（女性ホスト）                                                         | 松村沙友里、森香澄   |
| #4     | 2025年1月10日   | 道端アンジェリカ、兄妹結婚した夫婦                                                     | 村重杏奈、野呂佳代   |
| #5     | 1月17日         | ももせもも、矢神サラ（トランスジェンダーモデル）                                       | 三田友梨佳、村重杏奈 |
| #6     | 1月24日         | 石田安奈、小笠原祐子（89歳セクシー女優）                                               | 三田友梨佳、野呂佳代 |
| #7     | 1月31日         | ゆってぃ、石川あんな（出産に密着）、北野瑠華（女性用風俗キャストとアオハルデート企画） | 板野友美、藤田ニコル |
| #8     | 2月7日          | 小森純、きほ（キャバクラ嬢）                                                           | 藤田ニコル、横山由依 |
| #9     | 2月14日         | 志田愛佳、21歳年下夫を持つ53歳女性                                                     | 横山由依、板野友美   |
| #10    | 2月21日         | 篠田麻里子、濱野りれ                                                                   | 新川優愛、ゆうちゃみ |
| #11    | 2月28日         | 兒玉遥、藤かんな                                                                       | ゆうちゃみ、笹崎里菜 |
| #12    | 3月7日          | てんちむ、あにお天湯、しーちゃん                                                       | 笹崎里菜、新川優愛   |
|        |                 |                                                                                        |                      |

## スタッフ
- 企画演出：橋本和明
- 構成：樅野太紀、渡辺佑欣
- ナレーター：沢城みゆき
- 編集：神志那航
- MA：加藤陽子
- 音効：中村由紀
- 技術協力：NiTRO、スタジオWELT
- 美術協力：日テレアート
- ロケCAM：J-Crew
- CG：森三平
- リサーチ：フォーミュレーション
- 演出：五歩一勇治
- チーフディレクター：馬目雅寿、平田里菜、赤平卓
- プロデューサー：山本司、相川大昴、石井結人、平岡裕梨、濱本理子、山田大樹、石井玲、操谷亮、城美幸、安立果菜、阿河朋子、夷祐衣子、佐々木彩乃、新井若菜、松原めぐみ、大内涼子
- 制作協力：日テレアックスオン[28]、えすと、WHOLMAN、W KASHI
- 制作著作：ABEMA